# Volksweisheit
Volksweisheit (auch: Volkswissen) bezeichnet empirisch gefundenes Wissen, welches  die Bevölkerung im Laufe von Generationen gemeinsam in einem bestimmten regional begrenzten Bereich zusammengetragen hat. Sie ist Allgemeingut, also ohne Erlaubnis für jeden nutzbar. Besonderes Merkmal der Volksweisheit ist die regionsspezifische Überlieferung von Generation zu Generation, ohne zwingende schriftliche Aufzeichnung. Ihr Stellenwert wird von Lebensraum zu Lebensraum (z. B. Stadt / Land) unterschiedlich bewertet.
Im Gegensatz zum Volksmund  sind die Formen der Überlieferung nicht nur auf die sprachliche Kommunikation beschränkt (s. u.) und geben auch keine bloßen Meinungen, sondern Erfahrungen wieder.

## Formen der Überlieferung
Mögliche Überlieferungsformen umfassen:
- Grundregeln,
- intuitive Verhaltensweisen,
- Redewendungen, oder Sprichwörter, (in der Moderne natürlich auch schriftliche Aufzeichnungen)
- Namensgebungen, aber auch
- ungeschriebene Gesetze

Obwohl die Inhalte als solche teilweise den Weitergebenden nicht bewusst sind, werden sie trotzdem insbesondere durch Erziehung und Sprache weitergetragen.

## Inhalte
Inhalte der Überlieferung sind vornehmlich praktische Bereiche des Lebens wie Gesundheit, Landwirtschaft, Sozialverhalten usw.:
- Tätigkeitsmerkmale,
- Erziehung,
- Sprache, (manche Redewendungen, in der Moderne unter Umständen auch schriftliche Aufzeichnungen).

## Beispiele
Einige Beispiele für Volksweisheiten und Volkswissen sind offensichtlich, andere wiederum verdeutlichen, dass intuitives, Generationen altes Wissen bewusst oder unbewusst  (s. o.) weitergetragen und angewandt wird. Sie sind nicht selten Anlass oder Gegenstand wissenschaftlicher Untersuchungen und werden zum Teil kontrovers diskutiert:
„das Herz brechen“… beschreibt eine, oft fälschlich als Herzinfarkt interpretierte, plötzlich auftretende Schwäche des Herzmuskels, nach Schock oder Schreckerlebnis. Es wird in der Medizin als „broken heart syndrom“ oder „Stressmyokardie“ bezeichnet. Ursächlich löst eine Lawine von Stresshormonen, die ins Blut strömen und offensichtlich auf den Herzmuskel einwirken, dieses Syndrom aus.
„Käse schließt den Magen“… beschreibt eine bloße Empfindung oder auch Erfahrung. Das Milchfett im Käse regt die Bildung des Hormons Gastrin an. Dadurch wird die Verdauung verzögert, die Nahrung bleibt länger im Magen, das Sättigungsgefühl hält länger an.
„Lachen ist die beste Medizin“ oder „Lachen ist gesund“… bedeutet, dass fröhliche Menschen weniger krank sind oder seltener krank werden als andere. Diese Erfahrung konnte statistisch untermauert werden. Für therapeutische Zwecke könnte interessant sein, welche Reize Lachen auslösen können und warum ein Mensch auf bestimmte Reize nicht anspricht.
„Buchen sollst Du suchen, Eichen sollst Du weichen“Dieser hier in Kurzform aufgeführte Hinweis galt Personen, welche sich bei Gewitter im Freien aufhalten; dass sie ihren Schutzort eher unter einer Buche als unter einem anderen Baum suchen sollen. Diese Aussage wurde wissenschaftlich untersucht und sowohl bestätigt als auch dementiert.
„Den Blick spüren“… oder sinnverwandte Redewendungen implizieren, dass man Blicke ‚spüren‘ kann. Diese Volksweisheit wurde bereits 1898 von Edward Bradford Titchener wissenschaftlich bearbeitet und veröffentlicht und seither mehrfach statistisch signifikant bestätigt, aber auch widerlegt.
links und rechtsIn manchen Regionen wird den Kindern beigebracht, bei der Arbeit mit Erdwerkzeugen mal die linke und mal die rechte Hand vorne am Stiel zu halten (vorzuarbeiten). Dadurch wird der Körper bei solchen Tätigkeiten nicht einseitig belastet und die Betreffenden bekommen keine unnötigen körperlichen Beschwerden durch die Arbeit.
JohanniskrautDas Johanniskraut (Hypericum perforatum) hat seinen Namen vom Beginn seiner Blütezeit, also Ende Juni (Johanni), so dass allein der Name einen Hinweis auf den Beginn der Lese der Blüten gibt. Johanniskrautöl wird von alters her in Deutschland medizinisch verwendet.
Nierenschützer… sind seit Jahrzehnten in jedem Motorradgeschäft zu erwerben. Sie dienen insbesondere dazu, ein Auskühlen dieser Körperregion während der Fahrt zu verhindern und damit lästigen Nierenentzündungen vorzubeugen.
Wetterregeln und MerksprücheAuch Wetterregeln oder kleine Merksprüche gehören zur Volksweisheit und finden noch heute in der Landwirtschaft Beachtung. Beispiele: ‚Schafskälte‘ ist ein Hinweis auf eine häufige Kälteperiode nach dem Scheren der Schafe; „Setzt Du mich im April, komm ich, wann ich will – setzt Du mich im Mai, komme ich glei(ch)“ ist eine griffige Merkregel im Kartoffelanbau (in Bayern).